# Mauricio de Anhalt-Dessau
Mauricio de Anhalt-Dessau (en alemán, Moritz von Anhalt-Dessau) (Dessau, 31 de octubre de 1712-Dessau, 11 de abril de 1760) fue un príncipe alemán de la Casa de Ascania, de la rama de Anhalt-Dessau. También fue un soldado prusiano y Generalfeldmarschall.

## Primeros años
Mauricio era el quinto hijo varón del príncipe Leopoldo I de Anhalt-Dessau, con su esposa morganática, Ana Luisa Föhse.

## Carrera militar
Mauricio se alistó en el ejército prusiano en 1725 y tuvo su primer servicio como voluntario en la guerra de sucesión polaca (1734-35). En los últimos años del reinado de Federico Guillermo I de Prusia, ostentó importantes mandos. En las guerras de Silesia de Federico el Grande, Mauricio, el más capaz de los hijos de Leopoldo, se distinguió ampliamente, ante todo en la batalla de Hohenfriedeberg en 1745.
En Kesselsdorf, fue el ala liderada por el joven Mauricio la que cargó contra las líneas austriacas y ganó la última campaña de su padre Leopoldo. En los años de paz que precedieron a la guerra de los Siete Años, Mauricio fue destinado por Federico el Grande a la colonización de los páramos de Pomerania y el valle del Óder. Cuando el rey volvió al campo de batalla en 1756, Mauricio estuvo al mando de una de las columnas que rodeaban al ejército sajón en las líneas de Pirna y recibió la rendición de las fuerzas de Rutowski después de los fallidos intentos de liberación de los austriacos.
Durante el año siguiente, Mauricio sufrió un cambio en su fortuna. En la batalla de Kolín mandaba el ala izquierda, que por un malentendido con el rey, intervino prematuramente y fracasó rotundamente. En los días desastrosos que siguieron, Mauricio fue blanco del disgusto de Federico. Pero la gloriosa victoria en Leuthen el 5 de diciembre de 1757, puso fin a todo esto. Al fin del día, Federico cabalgó por las líneas y llamó al general príncipe Mauricio, "¡Te felicito, Herr Feldmarschall!" En Zorndorf volvió a distinguirse, pero en la sorpresa de Hochkirch cayó herido en manos de los austriacos. Mauricio sufrió gangrena en las heridas y sucumbió poco después de ser liberado de su cautiverio.